# Alison Mira
Alison Henrique Mira (ur. 1 grudnia 1995 w Santa Cruz do Rio Pardo) – brazylijski piłkarz występujący na pozycji napastnika.

## Kariera piłkarska
Od 2014 roku występował w São Caetano, Shonan Bellmare, Atlético Goianiense i Náutico.